# Jefferson (Name)
Jefferson ist ein englischer männlicher Vorname sowie ein Familienname.

## Herkunft und Bedeutung
Jefferson ist ein Patronym und bedeutet Sohn des Geoffrey.

## Namensträger

### Künstlername
- Jefferson (* 1944), britischer Rocksänger, siehe Geoff Turton

### Vorname
- Jefferson Andrade Siqueira (* 1988), brasilianisch-italienischer Fußballspieler
- Jefferson Bellaguarda (* 1976), Schweizer Beachvolleyballspieler
- Jefferson Davis Brodhead (1859–1920), US-amerikanischer Politiker
- Jefferson Caffery (1886–1974), US-amerikanischer Botschafter
- Jefferson Cardoso dos Santos (* 1986), brasilianischer Fußballspieler
- Jefferson Cepeda (* 1996), ecuadorianischer Radrennfahrer
- Jefferson Davis Cohn (1881–1951), britischer Unternehmer, Rennstallbesitzer und Pferdezüchter
- Jefferson Costa (* 1979), brasilianischer Illustrator und Comiczeichner
- Jefferson C. Davis (1828–1879), US-amerikanischer Brigadegeneral
- Jefferson Davis (1808–1889), US-amerikanischer Politiker der Südstaaten
- Jefferson De Angelis (1859–1933), US-amerikanischer Schauspieler und Sänger
- Jefferson Farfán (* 1984), peruanischer Fußballspieler
- Jefferson Hall (Schauspieler), britischer Schauspieler
- Jefferson P. Kidder (1815–1883), US-amerikanischer Politiker
- Jefferson Lee, australischer Hochschullehrer
- Jefferson Lerma (* 1994), kolumbianischer Fußballspieler
- Jefferson F. Long (1836–1901), US-amerikanischer Politiker
- Jefferson Louis (* 1979), britisch-dominicanischer Fußballspieler
- Jefferson Victor Machado Ambrósio (* 1997), brasilianischer Fußballspieler
- Jefferson Marques (* 1978), brasilianischer Fußballspieler
- Jefferson Mays (* 1965), US-amerikanischer Schauspieler
- Jefferson Monroe Levy (1852–1924), US-amerikanischer Politiker
- Jefferson Montero (* 1989), ecuadorianischer Fußballspieler
- Jefferson Myers (1863–1943), US-amerikanischer Jurist und Politiker (Demokratische Partei)
- Jefferson de Oliveira Galvão (* 1983), brasilianischer Fußballspieler
- Jefferson Peres (1932–2008), brasilianischer Politiker (PDT) und Hochschullehrer
- Jefferson Pérez (* 1974), ecuadorianischer Geher und Olympiasieger
- Jefferson Santos Pereira (* 1989), katarischer Beachvolleyballspieler brasilianischer Herkunft
- Jefferson Charles de Souza Pinto (* 1982), brasilianischer Fußballspieler
- Jefferson Tabinas (* 1998), philippinischer Fußballspieler
- Jefferson Thomas (1942–2010), US-amerikanischer Bürgerrechtler

### Mittelname
- Robert Jefferson Breckinridge junior (1833–1915), US-amerikanischer Jurist sowie konföderierter Politiker und Offizier
- William Jefferson Clinton (* 1946), 42. Präsident der Vereinigten Staaten von Amerika (1993–2001), siehe Bill Clinton
- William Jefferson Lhamon (1855–1955), US-amerikanischer Geistlicher der Christian Church (Disciples of Christ)
- Samuel Jefferson Mason (1921–1974), US-amerikanischer Elektroingenieur
- Michael Jefferson Nascimento (* 1982), brasilianischer Fußballspieler
- Frethias Jefferson Netherton (1865–1897), US-amerikanischer Pädagoge und Politiker
- Leonidas Jefferson Storey (1834–1909), US-amerikanischer Politiker
- Paul Jefferson Vivas (* 1991), philippinischer Badmintonspieler

### Mittelname als Initial
- Charles J. Albright (1816–1883), US-amerikanischer Politiker
- Lucius J. Barker (1928–2020), US-amerikanischer Politikwissenschaftler und Hochschullehrer
- Thomas J. Barr (1812–1881), US-amerikanischer Politiker
- Louis J. Brann (1876–1948), US-amerikanischer Politiker
- Thomas J. Cason (1828–1901), US-amerikanischer Politiker
- Thomas J. Clunie (1852–1903), US-amerikanischer Politiker
- John J. De Haven (1845–1913), US-amerikanischer Jurist und Politiker
- Thomas J. Drake (1799–1875), US-amerikanischer Politiker
- Thomas J. Farnham (1804–1848), US-amerikanischer Publizist, Politiker und Expeditionsleiter
- Thomas J. Henderson (1824–1911), US-amerikanischer Politiker
- Thomas J. Henley (1808–1875), US-amerikanischer Politiker
- William J. Jefferson (* 1947), US-amerikanischer Politiker
- Joseph J. Mansfield (1861–1947), US-amerikanischer Politiker
- Joseph J. McDowell (1800–1877), US-amerikanischer Politiker
- Seth J. McKee (1916–2016), US-amerikanischer General
- Tom J. Murray (1894–1971), US-amerikanischer Politiker
- Andrew J. Offutt (1934–2013), US-amerikanischer Schriftsteller
- Thomas J. Paterson (1805–1885), US-amerikanischer Politiker
- Thomas J. Selby (1840–1917), US-amerikanischer Politiker
- Thomas J. Speer (1837–1872), US-amerikanischer Politiker
- Thomas J. Steele (1853–1920), US-amerikanischer Politiker
- Thomas J. Strait (1846–1924), US-amerikanischer Politiker
- Thomas J. Van Alstyne (1827–1903), US-amerikanischer Politiker
- John J. Whitacre (1860–1938), US-amerikanischer Politiker (Demokratische Partei)
- James J. Wilson (1775–1824), US-amerikanischer Politiker
- Thomas J. Word (1805–1890), US-amerikanischer Politiker

### Thomas Jefferson
nach Thomas Jefferson, Gründervater der Vereinigten Staaten und dritter Präsident
- Thomas Jefferson (Leichtathlet) (* 1962), US-amerikanischer Leichtathlet und Olympiateilnehmer
- Thomas Jefferson Campbell (1786–1850), US-amerikanischer Politiker
- Thomas Jefferson Foster (1809–1887), US-amerikanischer Offizier und Politiker der Konföderierten Staaten während des Sezessionskrieges
- Thomas Jefferson Halsey (1863–1951), US-amerikanischer Politiker
- Thomas Jefferson Hogg (1792–1862), britischer Jurist und Schriftsteller
- Thomas Jefferson Hudson (1839–1923), US-amerikanischer Politiker
- Thomas Jefferson Jackson See (1866–1962), US-amerikanischer Astronom
- Thomas Jefferson Lilly (1878–1956), US-amerikanischer Politiker
- Thomas Jefferson Majors (1841–1932), US-amerikanischer Politiker
- Thomas Jefferson Randolph (1792–1875), US-amerikanischer Politiker, Pflanzer und Offizier
- Thomas Jefferson Rusk (1803–1857), US-amerikanischer Politiker (Demokratische Partei)
- Thomas Jefferson Ryan (1890–1968), US-amerikanischer Jurist und Politiker
- Thomas Jefferson Withers (1804–1865), konföderierter Politiker von South Carolina
- Thomas Jefferson Wood (1844–1908), US-amerikanischer Politiker

### Familienname
- Al Jefferson (* 1985), US-amerikanischer Basketballspieler
- Alan Jefferson (1921–2010), britischer Autor
- Arthur Stanley Jefferson (1890–1965), britischer Filmkomiker, siehe Stan Laurel
- Blind Lemon Jefferson (1893–1929), US-amerikanischer Bluesmusiker
- Brandon Jefferson (* 1991), US-amerikanischer Basketballspieler
- Brenden Jefferson (* 1986), US-amerikanischer Schauspieler
- Carl Jefferson (1919–1995), US-amerikanischer Jazzproduzent
- Carter Jefferson (1945–1993), US-amerikanischer Jazz-Saxophonist
- Cord Jefferson (* 1982), US-amerikanischer Journalist, Drehbuchautor und Regisseur
- Davon Jefferson (* 1986), US-amerikanischer Basketballspieler
- Derrick Jefferson (* 1968), US-amerikanischer Schwergewichtsboxer
- Eddie Jefferson (1918–1979), US-amerikanischer Jazz-Sänger
- Gail Jefferson (1938–2008), US-amerikanische Linguistin
- Gene Jefferson (um 1931–2019), US-amerikanischer Jazzmusiker
- Geoffrey Jefferson (1886–1961), britischer Neurochirurg
- George Jefferson (1910–1996), US-amerikanischer Leichtathlet
- Harry Jefferson (1849–1918), britischer Segler
- Herbert Jefferson, Jr. (* 1946), US-amerikanischer Schauspieler
- Hilton Jefferson (1903–1968), US-amerikanischer Jazz-Saxophonist
- Jaime Jefferson (* 1962), kubanischer Weitspringer
- John Jefferson (* 1956), US-amerikanischer Footballspieler
- Joseph Jefferson (1829–1905), US-amerikanischer Schauspieler und Autor
- Justin Jefferson (* 1999), US-amerikanischer American-Football-Spieler
- Keith Jefferson (1970–2023), US-amerikanischer Schauspieler
- Kyra Jefferson (* 1994), US-amerikanische Sprinterin
- Margo Jefferson (* 1947), US-amerikanische Kritikerin und Essayistin
- Marlene Jefferson († 2015), britische Politikerin
- Marshall Jefferson (* 1959), US-amerikanischer DJ und House-Musiker
- Martha Jefferson (1748–1782), Ehefrau von Thomas Jefferson
- Martha Jefferson Randolph (1772–1836), US-amerikanische First Lady (1801–1809)
- Melissa Jefferson-Wooden (* 2001), US-amerikanische Sprinterin
- Melissa Viviane Jefferson (* 1988), US-amerikanische Sängerin, Rapperin und Songwriterin, siehe Lizzo
- Moriah Jefferson (* 1994), US-amerikanische Basketballspielerin
- Richard Jefferson (* 1980), US-amerikanischer Basketballspieler
- Ron Jefferson (1926–2007), US-amerikanischer Jazzschlagzeuger
- Rondae Hollis-Jefferson (* 1995), US-amerikanischer Basketballspieler
- Shawn Jefferson (* 1969), US-amerikanischer Footballspieler
- Sheree Jefferson (* 1972), neuseeländische Badmintonspielerin
- Thomas Jefferson (1743–1826), US-amerikanischer Politiker, Präsident 1801 bis 1809
- Thomas Jefferson (Musiker) (* 1920), US-amerikanischer Jazzmusiker
- Thomas Jefferson (Leichtathlet) (* 1962), US-amerikanischer Leichtathlet
- Van Jefferson (* 1996), US-amerikanischer Footballspieler
- William J. Jefferson (* 1947), US-amerikanischer Politiker